# 범아메리카 스포츠 기구
범아메리카 스포츠 기구(영어: Pan American Sports Organisation, 영어 약칭 PASO, 스페인어: Organización Deportiva Panamericana, 스페인어 약칭 ODEPA, 포르투갈어: Organização Desportiva Pan-Americana, 포르투갈어 약칭 ODEPA)은 아메리카 대륙의 41개국 국가 올림픽 위원회가 모여 이룬 국제 올림픽 기구로, 이 기구의 형태는 국제 올림픽 위원회의 운영 방식과 형태 등이 비슷하다. 이 기구가 팬아메리칸 게임을 주최한다.

## 회원국
다음의 표를 통해 각국의 국가 올림픽 위원회가 국제 올림픽 위원회의 승인을 받은 연도를 알아볼 수 있다.
| 국가                  | 국가 코드 | 국가 올림픽 위원회                  | 가입/발족 연도 | 주석 |
| --------------------- | --------- | ----------------------------------- | -------------- | ---- |
| 앤티가 바부다         | ANT       | 앤티가 바부다 올림픽 협회           | 1966/1976      |      |
| 아르헨티나            | ARG       | 아르헨티나 올림픽 위원회            | 1923           |      |
| 아루바                | ARU       | 아루바 올림픽 위원회                | 1985/1986      |      |
| 바하마                | BAH       | 바하마 올림픽 위원회                | 1952           |      |
| 바베이도스            | BAR       | 바베이도스 올림픽 협회              | 1955           |      |
| 벨리즈                | BIZ       | 벨리즈 올림픽 코먼웰스 게임 협회    | 1967           |      |
| 버뮤다                | BER       | 버뮤다 올림픽 협회                  | 1935/1936      |      |
| 볼리비아              | BOL       | 볼리비아 올림픽 위원회              | 1932/1936      |      |
| 브라질                | BRA       | 브라질 올림픽 위원회                | 1914/1935      |      |
| 영국령 버진아일랜드   | IVB       | 영국령 버진아일랜드 올림픽 위원회   | 1980/1982      |      |
| 캐나다                | CAN       | 캐나다 올림픽 위원회                | 1904/1907      |      |
| 케이맨 제도           | CAY       | 케이맨 제도 올림픽 위원회           | 1973/1976      |      |
| 칠레                  | CHI       | 칠레 올림픽 위원회                  | 1934           |      |
| 콜롬비아              | COL       | 콜롬비아 올림픽 위원회              | 1936/1948      |      |
| 코스타리카            | CRC       | 코스타리카 올림픽 위원회            | 1953/1954      |      |
| 쿠바                  | CUB       | 쿠바 올림픽 위원회                  | 1926/1954      |      |
| 도미니카 연방         | DMA       | 도미니카 연방 올림픽 위원회         | 1987/1993      |      |
| 도미니카 공화국       | DOM       | 도미니카 공화국 올림픽 위원회       | 1946/1962      |      |
| 에콰도르              | ECU       | 에콰도르 올림픽 위원회              | 1948/1959      |      |
| 엘살바도르            | ESA       | 엘살바도르 올림픽 위원회            | 1949/1962      |      |
| 그레나다              | GRN       | 그레나다 올림픽 위원회              | 1984           |      |
| 과테말라              | GUA       | 과테말라 올림픽 위원회              | 1947           |      |
| 가이아나              | GUY       | 가이아나 올림픽 협회                | 1935/1948      |      |
| 아이티                | HAI       | 아이티 올림픽 위원회                | 1914/1924      |      |
| 온두라스              | HON       | 온두라스 올림픽 위원회              | 1956           |      |
| 자메이카              | JAM       | 자메이카 올림픽 협회                | 1936           |      |
| 멕시코                | MEX       | 멕시코 올림픽 위원회                | 1923           |      |
| 니카라과              | NCA       | 니카라과 올림픽 위원회              | 1959           |      |
| 파나마                | PAN       | 파나마 올림픽 위원회                | 1934/1947      |      |
| 파라과이              | PAR       | 파라과이 올림픽 위원회              | 1970           |      |
| 페루                  | PER       | 페루 올림픽 위원회                  | 1924/1936      |      |
| 푸에르토리코          | PUR       | 푸에르토리코 올림픽 위원회          | 1948           |      |
| 세인트키츠 네비스     | SKN       | 세인트키츠 네비스 올림픽 위원회     | 1986/1993      |      |
| 세인트루시아          | LCA       | 세인트루시아 올림픽 위원회          | 1987/1993      |      |
| 세인트빈센트 그레나딘 | VIN       | 세인트빈센트 그레나딘 올림픽 위원회 | 1982/1987      |      |
| 수리남                | SUR       | 수리남 올림픽 위원회                | 1959           |      |
| 트리니다드 토바고     | TRI       | 트리니다드 토바고 올림픽 위원회     | 1946/1948      |      |
| 미국                  | USA       | 미국 올림픽 패럴림픽 위원회         | 1894           |      |
| 우루과이              | URU       | 우루과이 올림픽 위원회              | 1923           |      |
| 베네수엘라            | VEN       | 베네수엘라 올림픽 위원회            | 1935           |      |
| 미국령 버진아일랜드   | ISV       | 미국령 버진아일랜드 올림픽 위원회   | 1967           |      |

## 같이 보기
- 팬아메리칸 게임